# Lauren Komanski
Lauren Rauck-Komanski, née Lauren Komanski le 17 juin 1985 à Winston-Salem, est une coureuse cycliste américaine. Elle fait partie de l'équipe Twenty16-Ridebiker.

## Biographie
Elle pratique l'athlétisme durant son adolescence. Elle fait partie du club de l'université Columbia. Elle suit en parallèle des études de vétérinaire. Elle arrête ensuite le sport avant de commencer le cyclisme en 2012. Elle est diplômée par l'Université d'État de Caroline du Nord en mai 2013. En 2014, elle devient professionnelle chez Twenty16.
En 2015, lors de la deuxième étape du Tour de Californie, elle termine deuxième du sprint en côte derrière Leah Kirchmann et prend la tête du classement général. Le lendemain, l'Allemande Trixi Worrack, alors deuxième du classement général, remporte tous les sprints intermédiaires et détrône Lauren Komanski qui est finalement troisième de l'épreuve. 
En fin d'année 2015, elle apprend sa non-sélection pour les championnats du monde. Elle fait appel de la décision et obtient gain de cause.

## Palmarès sur route

### Palmarès par années
- 2012
  - Carolina Cup
- 2015
  - 1re étape du Tour de Nouvelle-Zélande (contre-la-montre par équipes)
  - 7e étape du Tour de l'Ardèche
  - 3e de la Winston-Salem Classic
  - 3e du Tour de Californie

### Classements mondiaux
| Année          | 2014 | 2015 |
| Classement UCI | 528e | 67e  |